# لايدردورب
لايدردورب Leiderdorp  هي مدينة وبلدية غرب هولندا، في مقاطعة جنوب هولندا.

## طوبوغرافيا
خريطة طوبوغرافية هولندية لبلدية لايدردورب، يونيو 2015، (تقرأ بعد ثلاث نقرات على الخريطة).

## معرض صور

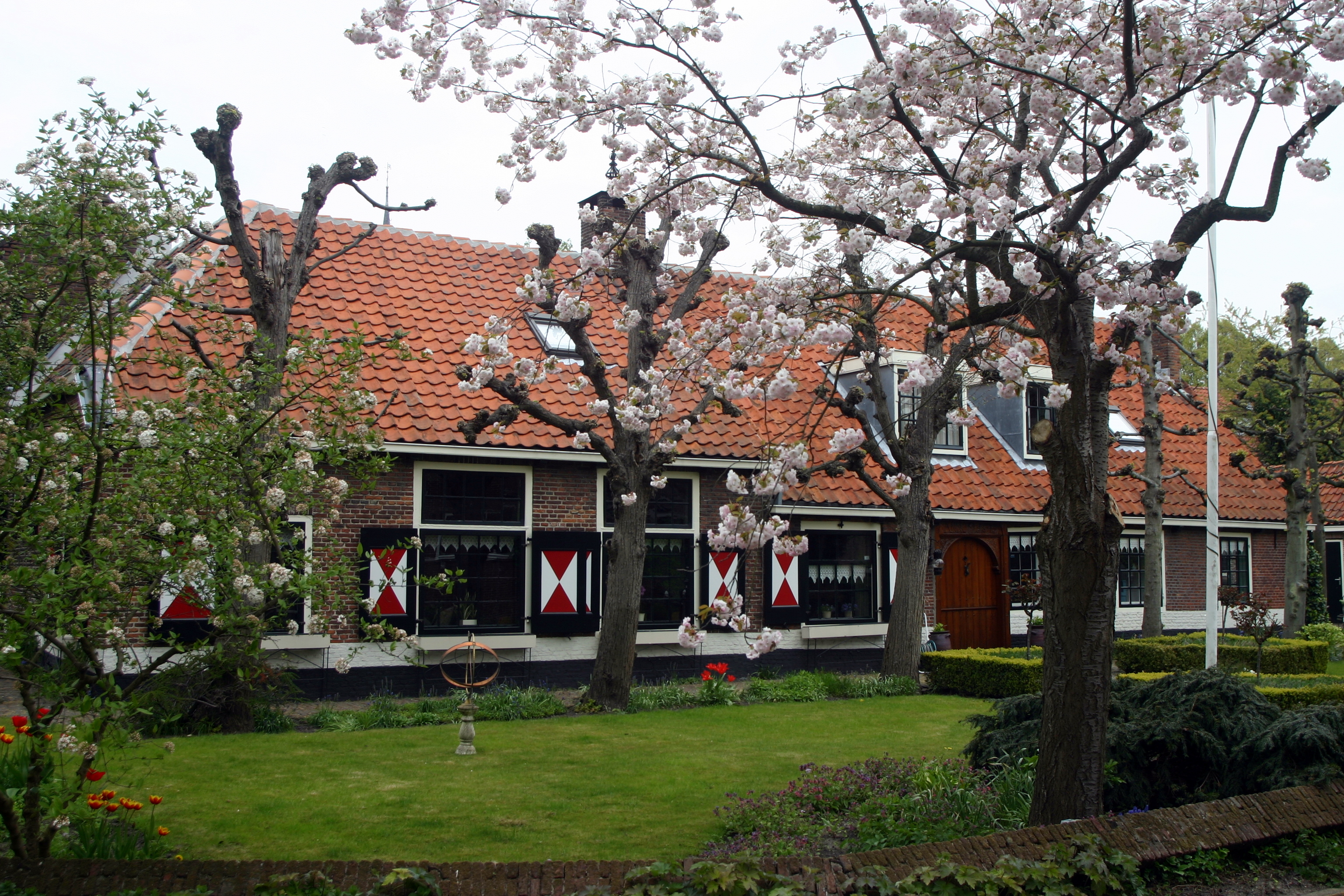
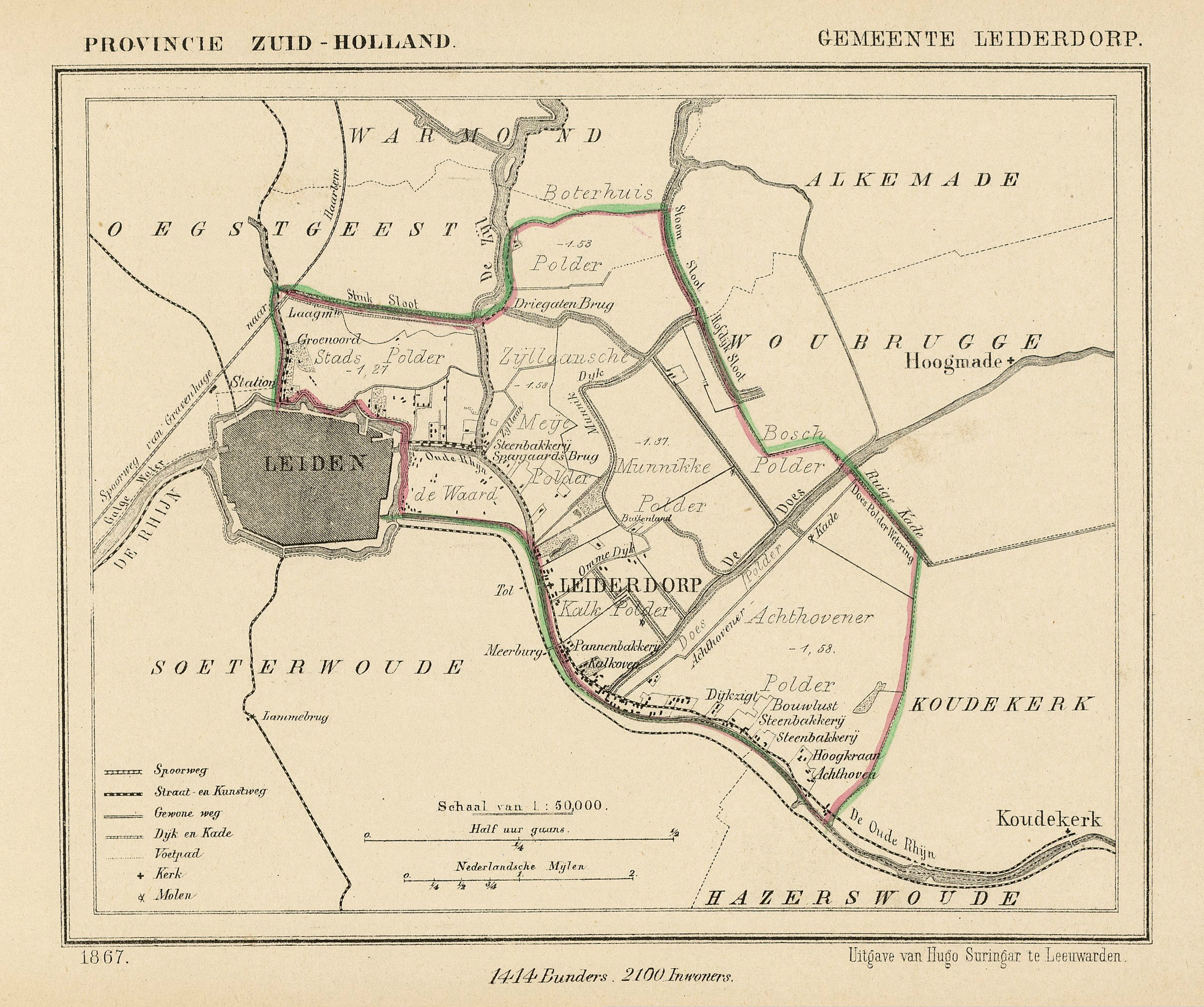
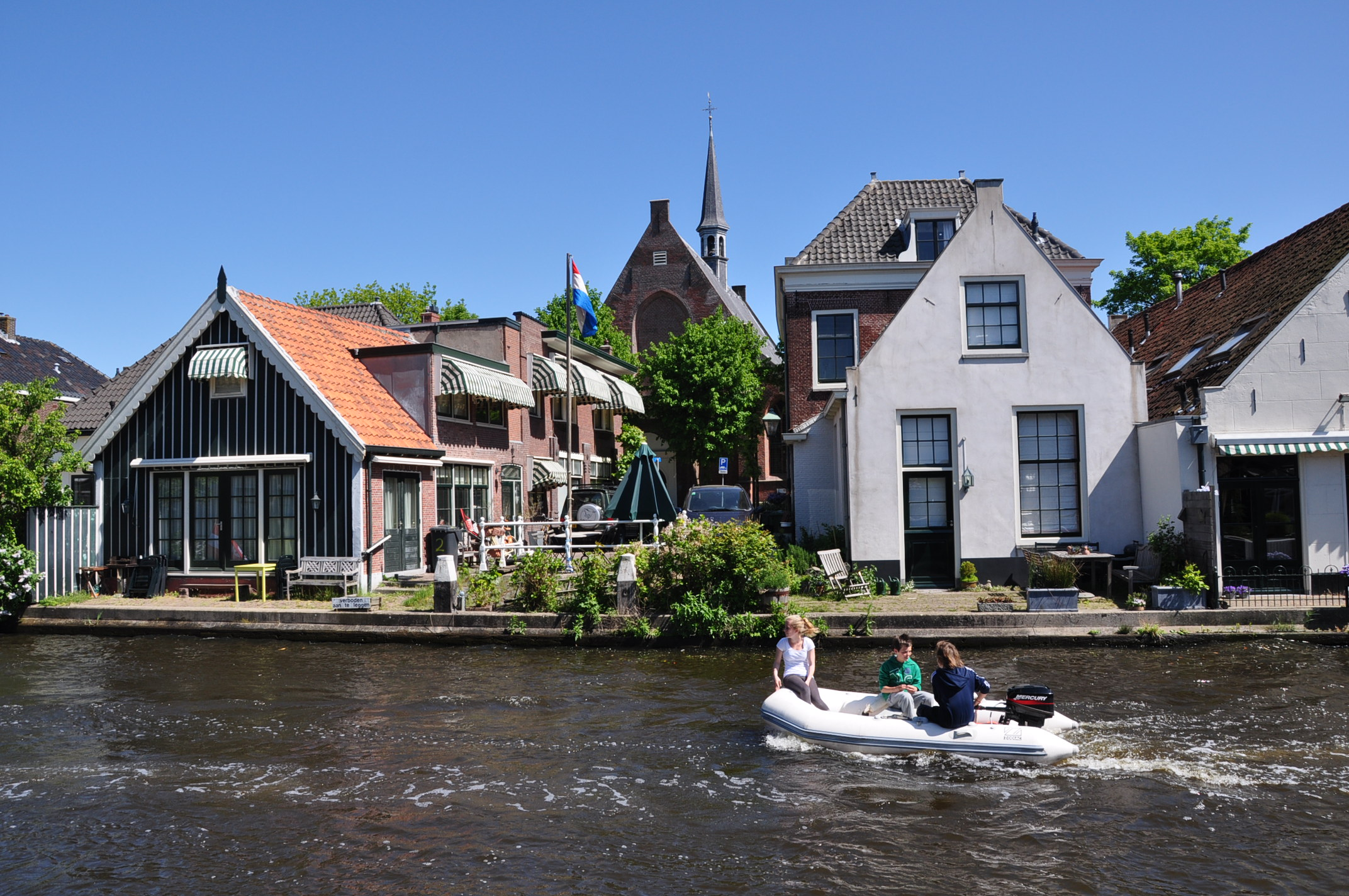

## توأمة
للايدردورب اتفاقيات توأمة مع:
- شامورين

## أعلام
- فلورنسيو كورنيليا
- سانتي هولست
- فيمكا ديكر
- ماتيس دي ليخت
- ديلانو لادان